# Escalator
Az Escalator egy budapesti EBM zenekar, mely 1988-ban alakult és kisebb-nagyobb megszakításokkal a mai napig aktív.
A zenekart 2rt+tb hozta létre, aki az összes szám zeneszerzője, hangszerelője. Igor 404 1991-ben csatlakozott az Escalatorhoz, az angol nyelvű számoknak ő a szövegírója.
A zenekar első hivatalos anyaga 1992-ben jelent meg, Helicopter címen (Nagy Feró Produkció), majd 1993-ban az EMI-QUINT gondozásában az Antropologia került kiadásra - ez utóbbi anyagról a Számítógépes lovagok, illetve az Időzített bomba című számok több korabeli rádió és televízió műsorban is felhangzottak.
A zenekar további lemezei: Arbeit (1994), Out of my ego (2011), Let there be lie (2013) - ez utóbbi két anyag az olasz EK Product nevű kiadónál jelent meg.
A zenekar több hazai és európai fesztiválon is fellépett, többek között Németországban, Olaszországban, Romániában, Svájcban és Svédországban.
A zenekar magyar nyelvű számait az EK Product 2016-ban adta ki 4 in 2 címen.

## Diszkográfia
- 1989 - No Accoustic Music
- 1991 - Human Experiments
- 1992 - Helicopter
- 1993 - Antropologia
- 1994 - Arbeit
- 2001 - 1990 2000
- 2009 - Antologia
- 2011 - Out Of My Ego
- 2013 - Let There Be Lie
- 2016 - 4 ín 2